# 모로오카 히로토
모로오카 히로토(일본어: 諸岡 裕人, 1997년 1월 4일~)는 일본의 축구 선수이다.

## 구단 경력
그는 2019년 J3리그의 후쿠시마 유나이티드 FC에 입단했다. 2022년까지 87경기에 출전하여, 2득점을 넣었다. 2023년 J2리그의 블라우블리츠 아키타로 이적했다.